# Venas centrales intralobulillares
Las venas centrales intralobulillares o centrolobulillares,  (TA: venae centrales hepatis) son las venas microscópicas de la parte central de los lobulillos hepáticos, y que drenan en las venas hepáticas.

Las venas centro-lobulillares reciben el flujo de plasma desde los capilares sinusoides y lo drenan hacia fuera del lobulillo.

## Anatomía

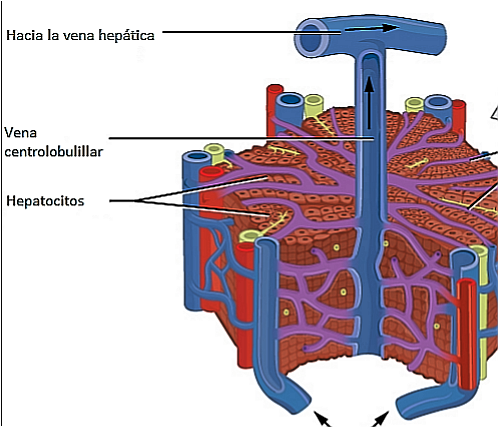
Vena centrolobulillar vertical en el centro de un lobulillo hepático tridimensional, con forma de prisma hexagonal.

Cada vena centrolobulillar, se encuentra en el centro de la estructura celular tridimensional, de forma prismática hexagonal llamada lobulillo.

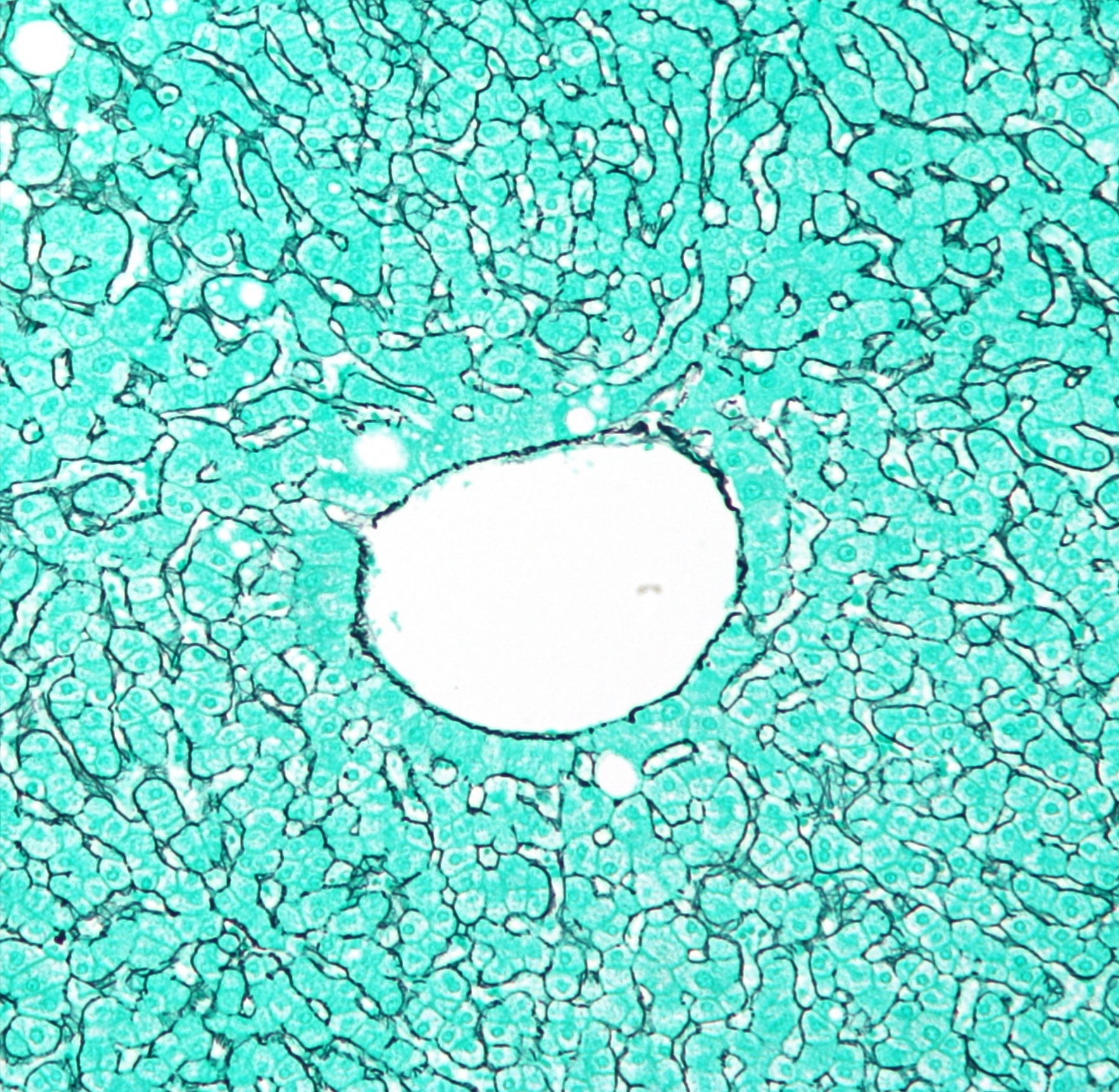
Vena centrolobulillar vacía (en blanco), rodeada por delgadas fibras de Reticulina (en negro). Es visible la desembocadura de tres sinusoides en la vena.

La vena central de 150-200 μm de diámetro, está conformada por células endoteliales. Es sostenida por: una red laxa de delgadas fibras reticulares, por los cuerpos de hepatocitos adyacentes y por los sinusoides que desembocan en ella.

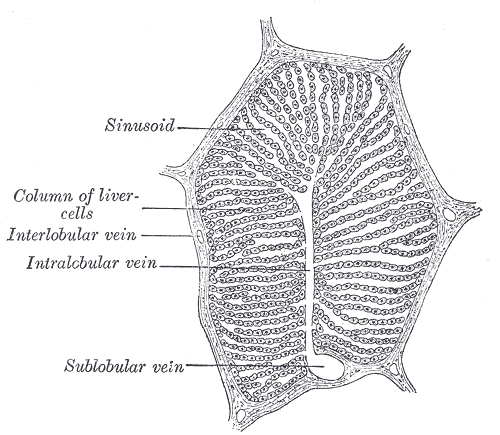
Vena centrolobulillar cortada longitudinalmente (Intralobular vein) en blanco.

Las pequeñas venas centrolobulillares de varios lobulillos drenan en las venas sublobulillares, y estas en otras mayores: las lobulillares, de esta manera se conforma el árbol venoso suprahepático.

## Fisiología

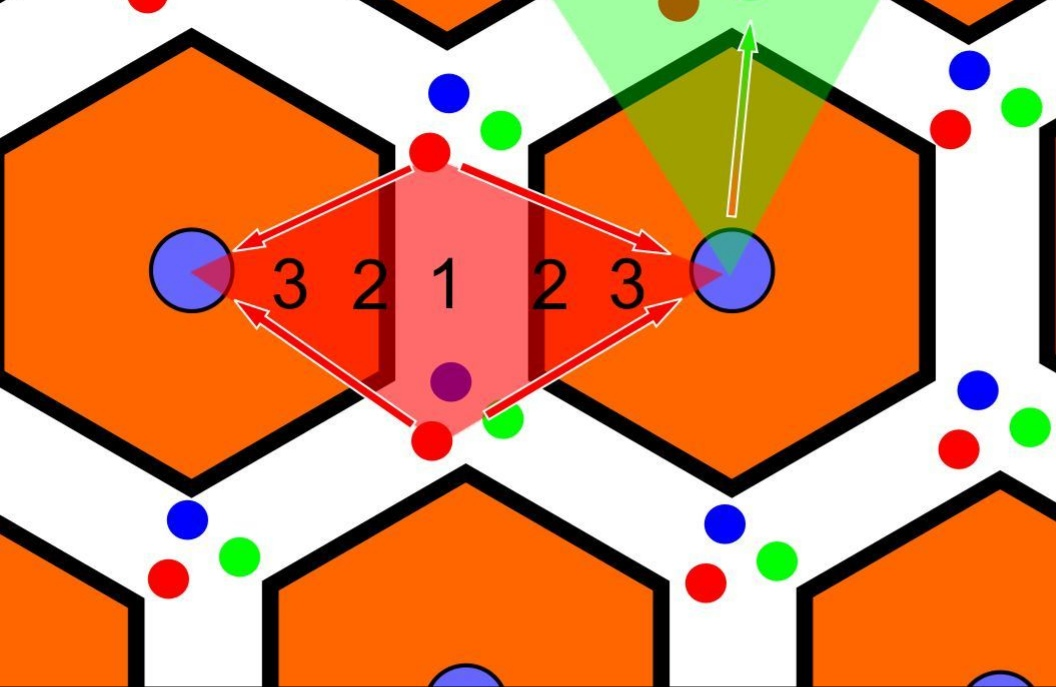
Vena centrolobulillar (círculo azul grande). Acino es el rombo rojo con tres sectores numerados (1,2,3).

Las venas centrales del lobulillo reciben el plasma sanguíneo directamente desde los sinusoides que están en contacto estrecho con los cordones de hepatocitos.
Las venas centrales drenan un plasma sanguíneo diferente del que llegó por la vena porta. Este plasma ya ha sido "filtrado" y modificado a su paso por los sinusoides, como consecuencia de la actividad de los hepatocitos. Han sido sintetizadas moléculas que se han vertido al sinusoide y se han extraído del sinusoide compuestos tóxicos exógenos y endógenos que se metabolizaron.
Las venas centro-lobulillares al estar alejadas de las arteriolas portales, reciben la más baja concentración de oxígeno del acino (sector 3).

## Patología
Las venas centro-lobulillares son el origen del árbol venoso suprahepático. La inexistencia de válvulas venosas, determina que la presión intravascular se trasmita en la hipertensión venosa intrahepática.
La lesión del tejido hepático da como resultado la interrupción de las redes vasculares y la extravasación de sangre, acompañada de la liberación local de factores de coagulación, plaquetas y factores de crecimiento, creando el escenario típico de "curación de herida". Esto provoca grandes cambios en los patrones de flujo sanguíneo hepático, todo el flujo de la porta ahora debe atravesar un lecho vascular cuya sección transversal es inferior, lo que determina una hipertensión venosa.
Luego de una resección hepática, la regeneración vascular consiste en la prolongación de las ramas principales de los vasos y en el crecimiento de las pequeñas ramas terminales. Luego existe una dilatación vascular inducida por la hipertensión dentro de la vena porta. La hipertensión portal inducida por la extirpación quirúrgica de los lóbulos hepáticos, afecta los parámetros vasculares de longitud y diámetro, no solo inmediatamente después de la resección, sino incluso después de siete días.